# 1943–1944-es spanyol labdarúgó-bajnokság (másodosztály)
A Segunda División 1943-44-es szezonja volt a bajnokság tizenharmadik kiírása. A bajnokságban, már csoportokra bontás nélkül, 14 csapat vett részt.

## Végeredmény
| Key to colors in league table: |
| Feljutott                      |
| Rájátszás                      |
| Osztályozó                     |
| Kiesett                        |

| #  | Klub                  | M  | P  | Gy | D | V  | RG | KG | GK  |
| -- | --------------------- | -- | -- | -- | - | -- | -- | -- | --- |
| 1  | Real Gijón CF         | 26 | 37 | 16 | 5 | 5  | 50 | 19 | +31 |
| 2  | Real Murcia CF        | 26 | 32 | 15 | 2 | 9  | 62 | 40 | +22 |
| 3  | CD Alcoyano           | 26 | 31 | 12 | 7 | 7  | 44 | 33 | +11 |
| 4  | CD Constancia         | 26 | 31 | 15 | 1 | 10 | 49 | 37 | +12 |
| 5  | Jerez CF              | 26 | 29 | 13 | 3 | 10 | 49 | 41 | +8  |
| 6  | Zaragoza FC           | 26 | 29 | 12 | 5 | 9  | 56 | 40 | +16 |
| 7  | Real Betis Balompié   | 26 | 29 | 11 | 7 | 8  | 50 | 44 | +6  |
| 8  | SD Ceuta              | 26 | 25 | 10 | 5 | 11 | 47 | 45 | +2  |
| 9  | Cultural Dep. Leonesa | 26 | 25 | 11 | 3 | 12 | 42 | 45 | -3  |
| 10 | Hércules CF           | 26 | 22 | 9  | 4 | 13 | 38 | 45 | -7  |
| 11 | Barakaldo AH          | 26 | 19 | 8  | 3 | 15 | 34 | 61 | -27 |
| 12 | Arenas C. Guecho      | 26 | 19 | 7  | 5 | 14 | 39 | 60 | -21 |
| 13 | Real Valladolid Dep.  | 26 | 18 | 6  | 6 | 14 | 30 | 53 | -23 |
| 14 | CA Osasuna            | 26 | 18 | 7  | 4 | 15 | 33 | 60 | -27 |

## Rájátszás
| 1. csapat | Eredmény | 2. csapat  |
| --------- | -------- | ---------- |
| Deportivo | 4–0      | Constancia |
| Espanyol  | 7–1      | Alcoyano   |

## Osztályozó
| 1. csapat    | Eredmény | 2. csapat     |
| ------------ | -------- | ------------- |
| Barakaldo    | 3–2      | Levante       |
| Arenas Getxo | 0–1      | Racing Ferrol |